# Barbacenia blanchetii
Barbacenia blanchetii är en enhjärtbladig växtart som beskrevs av Goethart och Johannes Jan Theodoor Henrard. Barbacenia blanchetii ingår i släktet Barbacenia och familjen Velloziaceae. Inga underarter finns listade.